# Bacurau (filme)
Bacurau é um filme franco-brasileiro de 2019, dos gêneros drama, neo-western, terror gore, fantasia e ficção científica, escrito e dirigido por Kleber Mendonça Filho e Juliano Dornelles. Foi produzido por Emilie Lesclaux, Saïd Ben Saïd e Michel Merkt e estrelado por Sônia Braga, Udo Kier, Silvero Pereira e Bárbara Colen. O título do filme é o apelido do último ônibus da madrugada no Recife, referente a uma ave caprimulgídea de hábitos noturnos comum nos sertões brasileiros, o bacurau (Nyctidromus albicollis), que era chamado pelos povos tupis de wakura'wa.
A produção conquistou o Prêmio do Júri no Festival de Cannes de 2019, tornando-se o segundo filme brasileiro da história a ser laureado no certame geral, após O Pagador de Promessas (1962) de Anselmo Duarte. O filme foi selecionado para mostras principais de festivais prestigiados mundialmente, como o Festival de Nova York (NYFF), Festival de Havana, Festival du Nouveau Cinéma de Montreal, Festival de Cinema de Munique, Festival de Cinema de Sitges e outros. Além disso, o filme foi indicado a diversas categorias do Grande Prêmio do Cinema Brasileiro e do Prêmio Guarani de Cinema Brasileiro.

## Sinopse
Num futuro próximo, Bacurau, uma pequena cidade brasileira no oeste de Pernambuco, lamenta a perda de sua matriarca, Carmelita (Lia de Itamaracá), que viveu até os 94 anos. Dias depois, seus habitantes aos poucos percebem algo estranho acontecer na região: enquanto drones passeiam pelos céus, estrangeiros chegam pela primeira vez na cidade com planos de exterminar toda a população ali residente, carros são atingidos por tiros e cadáveres começam a aparecer. Os habitantes chegam à conclusão de que estão sendo atacados. Resta identificar o inimigo e criar coletivamente um meio de defesa.

## Elenco
- Sônia Braga como Domingas
- Udo Kier como Michael
- Bárbara Colen como Teresa
- Silvero Pereira como Lunga
- Thomás Aquino como Pacote / Acácio
- Karine Teles como A Forasteira
- Antonio Saboia como O Forasteiro
- Thardelly Lima como Tony Junior
- Rodger Rogério como Carranca
- Lia de Itamaracá como Carmelita
- Wilson Rabelo como Plínio
- Carlos Francisco como Damiano
- Luciana Souza como Isa
- Jonny Mars como Terry
- Allison Willow como Kate
- James Turpin como Jake
- Brian Townes como Joshua
- Charles Hodges como Chris
- Chris Doubek como Willy

## Produção
Filmagens e locações
As filmagens aconteceram na povoação de Barra no município de Parelhas e na zona rural do município de Acari, no Sertão do Seridó, Rio Grande do Norte, com cenas gravadas no Açude Gargalheiras.
Distribuição
Para a distribuição do filme, foram produzidos dois trailers, um para os cinemas independentes e outro para os mais comerciais.

## Trilha sonora
| Trilha sonora |                        |                |         |  |
| N.º           | Título                 | Intérprete(s)  | Duração |  |
| 1.            | "Night"                | John Carpenter | 3:38    |  |
| 2.            | "Não Identificado"     | Gal Costa      | 3:19    |  |
| 3.            | "Bichos da noite"      | Sérgio Ricardo | 3:15    |  |
| 4.            | "Requiém para Matraga" | Geraldo Vandré | 2:11    |  |

## Recepção da crítica
No agregador de críticas Rotten Tomatoes, o filme detém 93% de aprovação com base em 170 avaliações, com uma classificação média de 7,76/10. O consenso crítico do site diz: "Formalmente empolgante e narrativamente ousado, Bacurau se baseia nas preocupações sociopolíticas brasileiras modernas para apresentar um drama contundente e que mistura o gênero". No Metacritic, o filme tem uma pontuação média ponderada de 82 em 100, com base em 25 críticas, indicando "aclamação universal".
A crítica de Peter Bradshaw, do The Guardian, elogia o filme atribuindo-lhe 4 de 5 estrelas. Para o crítico, Bacurau abandona os tons mais suaves dos trabalhos anteriores de Kleber Mendonça Filho, mergulhando em uma narrativa ultraviolenta e perturbadora, com uma forte crítica ao governo de Jair Bolsonaro. Bradshaw descreve o filme como uma experiência cinematográfica única, que começa com uma sensação de documentário etnográfico, evolui para uma parábola de resistência e culmina em um banho de sangue, destacando sua clareza, força e originalidade. Steve Pond do TheWrap escreve que: "Bacurau é perturbador, um sonho febril sobre um período confuso no Brasil. E, ocasionalmente, é muito divertido também".
David Ehrlich, do IndieWire, atribui a nota B+ a Bacurau e descreve o filme como uma continuação dos temas abordados pelos filmes anteriores de Kleber Mendonça Filho, mas com uma abordagem mais radical e imprevisível. Enquanto seus filmes anteriores, como O Som ao Redor e Aquarius, tratavam de comunidades resistindo à modernidade de maneira mais sutil, Bacurau adota um tom mais de faroeste psicodélico, misturando diversos gêneros e culminando em um banho de sangue. Ehrlich reconhece a habilidade de Filho e Dornelles em combinar esses elementos de forma eficaz, criando um filme que mistura passado e futuro de maneira única. E conclui dizendo que o filme é uma crítica poderosa ao mundo moderno e sua tendência de destruir o passado, destacando-o como uma obra que desafia as convenções e faz um comentário mordaz sobre as consequências de ignorar as raízes culturais.
A crítica de Peter Debruge, da Variety, destaca Bacurau como um "riff brasileiro sangrento" do filme The Most Dangerous Game, que mistura elementos de thriller, ficção científica e faroeste. Embora o filme seja visualmente impressionante, Debruge observa que sua narrativa se perde em um ritmo irregular e subtexto excessivamente complexo, o que pode dificultar a apreciação do público. Ele ressalta que Bacurau se afasta das expectativas tradicionais de um filme de ação, com seus codiretores, Kleber Mendonça Filho e Juliano Dornelles, focando mais em subtextos políticos e culturais do que na narrativa de ação pura. Apesar de algumas performances irregulares, os cineastas conseguem manter o interesse por meio de cenas que questionam estereótipos e trocam a dinâmica esperada entre heróis e vilões. No entanto, Debruge sugere que o filme teria se beneficiado de uma abordagem mais simples, em vez de se perder em uma sobrecarga de significados e referências. A falta de uma personagem central forte também é um ponto fraco, já que o filme nunca decide quem deve liderar a luta contra os 'caçadores'. Por fim, Bacurau é elogiado por sua ousadia e por suas críticas políticas, mas não chega a ser completamente satisfatório como um filme de gênero.
A crítica de Stephen Dalton para The Hollywood Reporter descreve o filme como uma mistura ousada de gêneros, combinando elementos de comédia de cidade pequena, fábula e realismo mágico, mas ressalta que Bacurau, apesar de sua ambição, acaba sendo excessivamente complexo e irregular. A crítica observa que, embora o filme seja visualmente impressionante e tenha uma forte carga de críticas sociais, ele perde um pouco de impacto devido a uma execução errática e a uma sobrecarga de subtextos. Dalton elogia a habilidade de Mendonça Filho e Dornelles em capturar a atmosfera de uma comunidade unida, mas acredita que o foco no subtexto político e social — inspirado pela tradição cangaceira e o coronelismo — pode dificultar a compreensão para públicos não brasileiros. O filme mistura de forma ambiciosa referências a westerns, especialmente aos clássicos dos anos 70, e aos filmes de John Carpenter, mas o tom do filme acaba sendo inconsistente. Além disso, Dalton aponta que a representação dos vilões, como os caçadores americanos liderados por Udo Kier, é exagerada e caricatural, o que enfraquece a tensão e a credibilidade da ameaça. A crítica ao neocolonialismo e ao imperialismo, embora evidente, é apresentada de maneira um tanto desajeitada, com diálogos rasos e um tom que pode parecer forçado. Apesar de seus méritos visuais e ambição narrativa, Bacurau não consegue reunir todos os seus elementos de maneira satisfatória, segundo Dalton.
A crítica de César Soto para o G1 destaca o equilíbrio impressionante que Bacurau alcança entre o realismo brasileiro e elementos típicos de filmes de gênero, como ação e suspense. A crítica destaca a importância do conjunto da comunidade, com um elenco diversificado de personagens, e salienta que o povoado é o verdadeiro protagonista. As atuações de Braga e de Silvero Pereira, como um cangaceiro moderno, são elogiadas, enquanto Udo Kier desempenha bem o papel de vilão excêntrico. Soto aponta que Bacurau se distingue ao usar recursos do cinema nacional, como a naturalidade nas mortes, que servem mais como uma catarse do que como espetáculo, ao contrário do que se espera em filmes de ação hollywoodianos. O filme é descrito como tenso, mas com humor, sem explicações explícitas sobre os vilões ou uma mensagem predefinida. Isso permite que o público tire suas próprias conclusões. O resultado é uma produção envolvente, que mistura gêneros pop com uma essência genuinamente brasileira, com potencial para ser acessível e extremamente divertida.
A crítica de Inácio Araujo para a Folha de S.Paulo destaca Bacurau como uma guinada na filmografia de Kleber Mendonça Filho, especialmente pelo fato de o filme trazer uma abordagem mais direta e alegórica em relação ao Brasil contemporâneo. Araujo afirma que, em Bacurau, Mendonça Filho recorre a uma alegoria mais explícita da era Temer e Bolsonaro, abordando diretamente temas de invasão e resistência, sem as nuances que marcaram seus filmes anteriores. A crítica questiona se essa mudança representa uma evolução ou uma perda para a filmografia do cineasta. Embora os ganhos sejam evidentes, como o Prêmio do Júri em Cannes, Araujo sugere que o filme reflete um espírito de raiva e resistência diante de um país que se revela sanguinário, ao invés de refletir sobre as contradições de forma mais sutil. Bacurau, assim, é um filme mais claro e direto, onde o confronto moderno e primitivo é levado ao centro da trama, sem se preocupar com meios-tons. Apesar de ainda ser cedo para avaliar o impacto dessa mudança na carreira de Mendonça Filho, Araujo considera Bacurau uma obra obrigatória e relevante para os tempos atuais.
Por outro lado, o geógrafo Demétrio Magnolli, em sua coluna para Folha de S.Paulo, criticou o filme. Para ele: "O filme de Kleber Mendonça Filho e Juliano Dornelles deve ser visto como um testemunho de nossa miséria intelectual — ou, mais precisamente, da extinção de qualquer traço de vida inteligente na esquerda brasileira".

## Prêmios e indicações
| Ano  | Prêmio/Festival                                 | Categoria                           | Recipiente                                 | Resultado |
| ---- | ----------------------------------------------- | ----------------------------------- | ------------------------------------------ | --------- |
| 2019 | Festival de Cannes                              | Prêmio do Júri                      | Kleber Mendonça Filho e Juliano Dornelles  | Venceu    |
| 2019 | Festival de Cannes                              | Palma de Ouro                       | Kleber Mendonça Filho e Juliano Dornelles  | Indicado  |
| 2019 | Festival de Sydney                              | Melhor Filme                        | —                                          | Indicado  |
| 2019 | Festival de Munique                             | Melhor Filme                        | —                                          | Venceu    |
| 2019 | Festival de Lima                                | Melhor Filme                        | —                                          | Venceu    |
| 2019 | Festival de Lima                                | Melhor Direção                      | Kleber Mendonça Filho                      | Venceu    |
| 2019 | Troféu APCA                                     | Melhor Filme                        | Kleber Mendonça Filho e Juliano Dornelles  | Venceu    |
| 2019 | Troféu APCA                                     | Melhor Direção                      | Kleber Mendonça Filho e Juliano Dornelles  | Venceu    |
| 2019 | Neuchâtel International Fantastic Film Festival | Melhor Filme                        | Kleber Mendonça Filho e Juliano Dornelles  | Venceu    |
| 2019 | Montréal Festival of New Cinema                 | Melhor Filme                        | Kleber Mendonça Filho e Juliano Dornelles  | Venceu    |
| 2020 | Grande Prêmio do Cinema Brasileiro              | Melhor Filme                        | —                                          | Venceu    |
| 2020 | Grande Prêmio do Cinema Brasileiro              | Melhor Ator                         | Silvero Pereira                            | Venceu    |
| 2020 | Grande Prêmio do Cinema Brasileiro              | Melhor Atriz                        | Bárbara Colen                              | Indicado  |
| 2020 | Grande Prêmio do Cinema Brasileiro              | Melhor Ator Coadjuvante             | Antonio Saboia                             | Indicado  |
| 2020 | Grande Prêmio do Cinema Brasileiro              | Melhor Atriz Coadjuvante            | Karine Teles                               | Indicado  |
| 2020 | Grande Prêmio do Cinema Brasileiro              | Melhor Atriz Coadjuvante            | Sônia Braga                                | Indicado  |
| 2020 | Grande Prêmio do Cinema Brasileiro              | Melhor Diretor                      | Kleber Mendonça Filho e Juliano Dornelles  | Venceu    |
| 2020 | Grande Prêmio do Cinema Brasileiro              | Melhor Roteiro Original             | Kleber Mendonça Filho e Juliano Dornelles  | Venceu    |
| 2020 | Grande Prêmio do Cinema Brasileiro              | Melhor Direção de Arte              | Thales Junqueira                           | Indicado  |
| 2020 | Grande Prêmio do Cinema Brasileiro              | Melhor Montagem                     | Eduardo Serrano                            | Venceu    |
| 2020 | Grande Prêmio do Cinema Brasileiro              | Melhor Fotografia                   | Pedro Sotero                               | Indicado  |
| 2020 | Grande Prêmio do Cinema Brasileiro              | Melhores Efeitos Visuais            | Mikael Tanguy e Thierry Delobel            | Venceu    |
| 2020 | Grande Prêmio do Cinema Brasileiro              | Melhor Figurino                     | Rita Azevedo                               | Indicado  |
| 2020 | Grande Prêmio do Cinema Brasileiro              | Melhor Trilha Sonora                | Mateus Alves e Tomaz Alves Souza           | Indicado  |
| 2020 | Grande Prêmio do Cinema Brasileiro              | Melhor Maquiagem                    | Tayce Vale                                 | Indicado  |
| 2020 | Grande Prêmio do Cinema Brasileiro              | Melhor Som                          | Nicolas Hallet, Ricardo Cutz e Cyril Holtz | Indicado  |
| 2020 | Prêmio ABC de Cinematografia                    | Melhor Fotografia de Longa-metragem | Pedro Sotero                               | Venceu    |
| 2020 | Prêmio ABC de Cinematografia                    | Melhor Montagem                     | Eduardo Serrano                            | Venceu    |
| 2020 | Prêmio ABC de Cinematografia                    | Melhor Direção de Arte              | Thales Junqueira                           | Venceu    |
| 2020 | Prêmio ABC de Cinematografia                    | Melhor Som                          | Nicolas Hallet, Ricardo Cutz e Cyril Holtz | Venceu    |
| 2020 | Online Film Critics Society Awards              | Melhor Filme Estrangeiro            | —                                          | Venceu    |